# (74310) 1998 TC33
(74310) 1998 TC33 – planetoida z pasa głównego asteroid okrążająca Słońce w ciągu 4,79 lat w średniej odległości 2,84 j.a. Odkryta 14 października 1998 roku.